# Саратов (гекбот, 1723)
«Саратов»  — гекбот Каспийской флотилии Российской империи, участник Персидского похода 1722—1723 годов, один из гекботов типа «Астрахань».

## Описание судна
Парусный трёхмачтовый гекбот с деревянным корпусом, один из 41 гекбота типа «Астрахань», строившийся в Казани и Нижнем Новгороде с 1722 по 1727 год. Длина судна составляла 30,48—30,5 метра, а ширина 8,2—8,23 метра. Для тридцати гекботов, спущенных в 1723 году, все канаты и якоря изготавливались в Нижнем Новгороде, а мачты, реи, блоки и паруса в Казани, для чего 19 (30) октября 1722 года в Нижний Новгород и Казань были направлены мастера необходимых квалификаций.
Губернатор Астраханской губернии А. П. Волынский так писал Петру I об увиденных им в 1723 году 30 гекботах этого типа: «Все гекботы так хороши, власно как бы фрегаты... все лучше того на котором изволили прошлаго года ходить Ваше Величество».
Первый из двух гекботов Каспийской флотилии, носивших это наименование, второй одноименный гекбот был построен в 1729 году.

## История службы
Гекбот «Саратов» был заложен на стапеле Нижегородской верфи в 1722 году, после спуска на воду в 1723 году вошёл в состав Каспийской флотилии России.
В мае—июне того же года совершил переход по Волге в Астрахань.
Принимал участие в Персидском походе 1722—1723 годов.
7 (18) июля 1725 года разбился в Каспийском море. Командир гекбота мичман А. М. Давыдов после крушения был предан суду, однако полностью оправдан.